# Priscila Gontijo
Priscila Gontijo é uma dramaturga, roteirista e escritora brasileira. Mestre em Literatura e Crítica Literária (PUC/SP) - na linha de pesquisa em Criação Literária. Doutoranda no Programa de Estudos Comparados de Literaturas de Língua Portuguesa na linha de pesquisa em Criação Literária pela FFLCH - Universidade de São Paulo/USP.
Nascida no Rio de Janeiro, integrou a companhia Os Privilegiados, dirigida por Antônio Abujamra. Mudou-se para São Paulo e graduou-se em Letras pela PUC. Participou do Centro de Pesquisa Teatral (CPT) de Antunes Filho. Fundou o grupo teatral Companhia da Mentira para começar a encenar seus textos. Estreou em 2007 com Soslaio, que ganhou o Prêmio Myriam Muniz da Funarte em 2007.
Seu primeiro romance, Peixe Cego, foi finalista do Prêmio São Paulo de Literatura de 2017 para autores estreantes com mais de 40 anos e do Prêmio Sesc de Literatura de 2016.

## Obras

### Teatro
- 2007 - Soslaio - Prêmio Myriam Muniz
- 2009 - Os Visitantes - vencedor do Fundo de Apoio ao Teatro do Rio de Janeiro
- 2010 - Antes do Sono
- 2014 - C+A+T+R+A+C+A
- 2015 - Uma Noite sem o Aspirador de Pó - vencedor do edital ProAC 8/2014
- 2016 - A vida dela
- 2018 - Funâmbulas - vencedor da  5º edição do Prêmio Zé Renato de Teatro (2016)
- 2018 - Deadline - vencedor da  6º edição do Prêmio Zé Renato de Teatro (2017)

### Televisão
- 2012 - Irina (TV Cultura) - vencedor do edital ProAC de telefilme
- 2013  - Entre o Céu e a Terra (TV Brasil)
- 2018 / 2019 - #MeChamadeBruna - TV ZERO - Fox Premium - 4 temporada

### Romance
- 2016 - Peixe Cego - 7Letras